# Jommeke in Bobbejaanland
Jommeke in Bobbejaanland is het 88ste stripverhaal van Jommeke, verschenen in 1978. De reeks werd getekend door striptekenaar Jef Nys.

## Verhaal
Wanneer Bobbejaan Schoepen een Far West-dorp wil aanleggen in Bobbejaanland stuit hij op verzet van de Amerikaan Bill Cactus. Daarom besluit hij Jommeke en zijn vriendjes te hulp te roepen om het Far West-dorp mee te bewaken. De eerste pogingen van sabotage kunnen ze de baas. Maar dan wordt Bobbejaan ontvoerd naar Amerika. Jommeke reist daarom ook naar Amerika om Bobbejaan te bevrijden met de hulp van de Propere Voeten.
De Propere Voeten bevrijden Bobbejaan en iedereen kan weer huiswaarts keren en de goede afloop van het avontuur vieren.

## Achtergronden bij het verhaal
- Jommeke beleeft een avontuur in Bobbejaanland, een pretpark gelegen in Lichtaart, opgericht door Bobbejaan Schoepen.
- Naar aanleiding van de strip Jommeke in Bobbejaanland werd er tussen 1978 en 1982 in het park ook een Jommekesland gebouwd.
- Als Bobbejaan door de bandieten in de woestijn wordt vastgebonden om hem dorst te laten krijgen, verzucht hij: " 't Is hier al bijna net zo erg als in een café zonder bier." Dit is een verwijzing naar zijn hit Café zonder bier (1959).
- Wanneer Bobbejaan door de bandieten met koud water wordt natgesmeten in de hoop hem nerveus te krijgen, begint Bobbejaan uit vreugde een liedje te zingen om de bandietenleider boos te krijgen. Dat liedje is zijn hit De jodelende fluiter uit 1947.